# Добриня (воєвода)
Добри́ня — історична особа, воєвода Володимира I Святославича, брат його матері (вуй) Малуші, за даними Ю. Диби, І. Мицька, А. Членова — чеського походження, за іншими — син Малка Любечанина (Мстиши-Люта (Мстислава Лютого) Свенельдича). Його вважають можливим прототипом билинного богатиря Добрині Микитича.

## Життєпис
До володінь Мала на Волині належала група з декількох сіл розташованих у 22 км на південь від Володимира — Низкиничі, Будятичі та Калусів (нині Гряди). Знайома Длугошу назва села Низкиничі (малий/низький) спонукала його назвати древлянського князя Мала Ніскинем. З цим населеним пунктом пов'язують і билинне прізвище брата Малуші, відомого як Добриня Нікітіч (Низкинич).
Коли в 970 році великий князь Святослав розділив Київську Русь між двома старшими синами, новгородські посли, за вказівкою Добрині, випросили до себе Володимира, який і поїхав до Великого Новгороду зі своїм дядьком.
979 року Володимир вирушив з Новгорода в Київ з наміром відібрати владу у старшого брата. Добриня ж хотів відняти у Ярополка наречену, Рогніду, дочку полоцького правителя Рогволода, щоб видати її за Володимира. На це Рогніда відповіла: «Не хочу я за робичича», чим сильно образила Добриню, сестру якого називали рабинею, і після перемоги, здобутої над Рогволодом, він, за літописом, наказав племіннику «бути з нею (Рогнідою) перед батьком її і матір'ю».
Ставши єдиним правителем держави, Володимир поставив посадником в Новгороді Добриню. Звідси, в 985 році, він ходив разом з Володимиром на багату Волзьку Булгарію. Мир з болгарами був укладений за порадою Добрині, який говорив, що такий багатий народ не буде платити данину.
Що стосується участі Добрині в хрещенні новгородців, то її, можна визнати достовірною, але відомості про цю подію у літописах невизначені та заплутані, а подробиці епізоду, передані Татищевим зі слів так званого Йоакимовського літопису, ґрунтуються на старовинній новгородській приказці: «Путята хрестив мечем, а Добриня вогнем». Згідно з цими відомостями, жрець Богомил на прізвисько Соловей, підбурював новгородців проти нової, християнської віри і був переможений посадником Вороб'єм Стояновичем. Однак М. М. Карамзін вважав наведену Татищевим історію хрещення Новгорода вигадкою.
Згодом новгородським посадником став син Добрині — Костянтин Добринич.
За свої здобутки протягом життя Добриня став одним із головних героїв билин, де він виступає поряд з Іллею Муромцем серед найповажаніших руських богатирів.

## Родина
За Д. Прозоровським та Шахматовим (відомості про предків дали автори Повісті врем'яних літ Вишата і Ян Вишатич).
- Малко Любечанин
  - Малуша
  - Добриня
    - Костянтин Добринич
      - Остромир + Феофана
        - Вишата
          - Путята Вишатич
          - Ян Вишатич + Марія
            - преп. Варлаам

        - Завид
          - Дмитро Завидович
            - Любава

## Додаткова література
- Добриня [Архівовано 4 травня 2021 у Wayback Machine.] // Українська мала енциклопедія : 16 кн. : у 8 т. / проф. Є. Онацький. — Накладом Адміністратури УАПЦ в Аргентині. — Буенос-Айрес, 1958. — Т. 2 : Д — Є, кн. 3. — С. 358-359. — 1000 екз.
- Повне зібрання руських літописів I, 29, 34, 36, 62, 131; II, 246, 250, 263; IV, 175; V, 2, 108, 112, 114, 132; VII, 28, 289, 294, 296, 326, IX под 990 г.
- продовж. Нестора 185;
- Троїцк. літ.
- Добриня // Энциклопедический словарь Брокгауза и Ефрона : в 86 т. (82 т. и 4 доп. т.). — СПб., 1890—1907. (рос. дореф.)